# Ichillin'
Ichillin’ (koreanisch 아이칠린, stilisiert ICHILLIN’) ist eine südkoreanische Girlgroup der vierten K-Pop-Generation, die 2021 vom Label KM Entertainment gegründet wurde. Der offizielle Fanclub-Name lautet Willing.

## Name
Ichillin' ist eine Kombination aus den Wörtern Aisling, was Traum und Vision bedeutet, und Chillin, was Entspannung oder Coolness bedeutet. Die Kombination soll die Hörer ihrer Musik zum Träumen und Entspannen anregen.

## Geschichte
Ichillin’ sollte am 25. August 2021 debütieren, aber es wurde auf 8. September 2021 verschoben. Die Gruppe veröffentlichte am 27. April 2022 ihr erstes erweitertes Stück „Bridge of Dreams“, wobei „Play Hide & Seek“ als Titeltrack des Albums diente. Ichillin sollte ihre dritte Single „Draw (My Time)“ am 3. November veröffentlichen, wurde jedoch angesichts des Halloween-Katastrophe in Seoul auf den 10. November verschoben. Die vierte Single wurde mit dem Namen „Challenger“ am 23. März 2023 veröffentlicht.

## Mitglieder
| Name                 | Geburtsname           | Geburtstag (Alter)      | Geburtsort  | Position                          |
| -------------------- | --------------------- | ----------------------- | ----------- | --------------------------------- |
| E.Ji 이지            | Choi Ji-won 최지원    | 8. November 2000 (24)   | Incheon     | Team leader Sub Vocal, Main Dance |
| Jiyoon 지윤          | Jeong Ji-yoon 정지윤  | 15. September 2000 (24) | Korea Sud   | Main Vocal                        |
| Jackie 재키          | Kang Chae-yeon 강채연 | 17. November 2001 (23)  | Los Angeles | Lead Dance, Main Rap              |
| Joonie 주니          | Park Joon-hee 박준희  | 24. Mai 2002 (22)       | Los Angeles | Lead Vocal, Sub Rap               |
| Chaerin 채린         | Park Chae-rin 박채린  | 31. März 2003 (21)      | Gimhae      | Main Vocal                        |
| Yeju 예주            | Kim Ye-ju 김예주      | 1. September 2004 (20)  | Wonju       | Sub Vocal, Lead Dance             |
| Chowon 초원          | Kim Cho-won 김초원    | 18. August 2005 (19)    | Boryeong    | Sub Vocal, Main Dance             |
| Ehemalige Mitglieder |                       |                         |             |                                   |
| Sohee 소희           | Eom So-hee 엄소희     | 1. Januar 2004 (21)     | Yeongwol    | Sub Vocal, Sub Dance              |

## Diskografie

### EPs
| Jahr | Titel Musiklabel                                       | Höchstplatzierung, Gesamtwochen, AuszeichnungChartsChartplatzierungen (Jahr, Titel, Musiklabel, Platzierungen, Wochen, Auszeichnungen, Anmerkungen) | Anmerkungen                          |
| Jahr | Titel Musiklabel                                       | KR | Anmerkungen                          |
| ---- | ------------------------------------------------------ | --- | ------------------------------------ |
| 2022 | Bridge of Dreams KM Entertainment, Kakao Entertainment | KR63 (2 Wo.)KR | Erstveröffentlichung: 27. April 2022 |
| 2023 | I’m On It! KM Entertainment, Kakao Entertainment       | KR22 (2 Wo.)KR | Erstveröffentlichung: 19. Juli 2023  |
| 2024 | Feelin’ Hot KM Entertainment, Kakao Entertainment      | KR26 (2 Wo.)KR | Erstveröffentlichung: 7. März 2024   |

### Singles
- 2021: Got’Ya
- 2021: Fresh
- 2022: Draw
- 2022: Play Hide & Seek
- 2023: 10 Minutes
- 2023: Alarm
- 2023: Siren
- 2023: Kick-Start
- 2024: Bite Me
- 2024: Demigod
- 2024: On My Lips

## Filmografie
- 2023: Dancing Dol Stage: Season 2
- 2023: The Next – K-pop Girl Groups’ VR Battle